# Gymnallabes nops
Gymnallabes nops is een straalvinnige vissensoort uit de familie van de kieuwzakmeervallen (Clariidae). De wetenschappelijke naam van de soort is voor het eerst geldig gepubliceerd in 1976 door Roberts & Stewart.